# غريغ لويس
غريغ لويس (بالإنجليزية: Greg Lewis)‏ هو لاعب كرة قدم أمريكية أمريكي، ولد في 12 فبراير 1980 في شيكاغو في الولايات المتحدة.

## وصلات خارجية
- غريغ لويس على موقع مرجع كرة القدم المحترفة.كوم (الإنجليزية)